# 长鞘茶竿竹
长鞘茶竿竹（学名：Pseudosasa longivaginata）为禾本科茶秆竹属下的一个种。